# Nigel Olsson
Nigel Olsson (født 10. februar 1949) er en engelsk trommeslager, hvem der er bedst kendt for sit arbejde med Elton John. Når han ikke arbejder med Elton har Olsson taget op i rollen som sessionmusiker. Olsson har komponeret, indspillet og produceret albums for sin egen solokarriere.
Olsson sluttede sig til Elton John-bandet sammen med Dee Murray og Davey Johnstone i de tidlige 1970'erne. Han optrådte i mange af Johns albums, inklusive Honky Château (1972), Don't Shoot Me I'm Only the Piano Player (1973), Goodbye Yellow Brick Road (1973), Caribou (1974) og Captain Fantastic and the Brown Dirt Cowboy (1975).